# Улица Коте Абхази
Улица Коте Абхази (груз. კოტე აფხაზის ქუჩა) — улица в старой части города Тбилиси, от площади Вахтанга Горгасали до площади Свободы. Один из главных туристических маршрутов Старого Тбилиси.

## История
Решением городских властей 29 декабря 2006 года названа в честь грузинского военного и политического деятеля, одного из лидеров национально-освободительного движения в Грузии (1921—1923), генерала Константина Абхази (1867—1923).
Улица — часть древнего пути из Тбилиси в Мцхету. У выхода улицы на площадь Свободы находились Коджорские ворота, к которым сходились Коджорская и Дигомская дороги.
Район улицы был страшно разорен персами во время нашествия Ага Мохаммед шаха (1795). Отстроенный заново, он сохранил в себе многие прежние черты.
До середины XIX века улица называлась Шуабазари («Серединный базар»), здесь находилось большое число торговых лавок, продающих вино, фрукты, сыр, ткани, шёлк, ковры, здесь чеканили монеты, подковывали лошадей, при том улица разделяла верхнюю и нижнюю часть города — Земо Убани и Квемо Убани. На улице селились армяне, здесь ими были возведены церкви Норашен и Джиграшен. С 1876 года улица стала называться — Армянский базар.

«Всякий приезжий в Тифлис, желающий познакомиться с жизнью туземного населения города, должен посетить Армянский базар недалеко от Эриванской площади. 

Армянский базар представляет несколько узеньких улиц с бесчисленными лавченками, скученными друг на дружку, без дверей и окон, то есть без передних стен; на ночь же лавчонки закрываются вставными деревянными щитами. Даже кузни, слесарни и кухни находятся здесь прямо на мостовой, в низеньких углублениях домов». — Григорій Москвичъ Иллюстрированный практическій путеводитель по Кавказу. Одесса, 1899 (орфография осовременена)
В 1925 году была начата реконструкция и расширение улицы. Была снесена (1937) армянская церковь Джиграшен, находившаяся у пересечения с улицей Абесадзе.
В советское время называлась улицей Промкооперации. В 1944 году получила имя видного советского военачальника, Героя Советского Союза, генерал-полковника Константина Леселидзе (1903—1944).
Улица реконструировалась в 1924—1926 годах по проекту инженера Г. Курдиани, в 1986—1988 годах — группой архитекторов под руководством Г. Батиашвили.

## Достопримечательности
д. 40 — караван-сарай царевны Текле

Памятник Софико Чиаурели

д. 41 — церковь Святого Креста (Джварис мама)
д. 41 — Армянская церковь Норашен
Минералогический музей
Караван-сарай Манташева
Караван-сарай Ходжапарукова
Памятник Софико Чиаурели (в Сионском сквере, скульптор Леван Вардосанидзе, 2009)
Константину Леселидзе (в сквере Леселидзе, скульптор Я. И. Николадзе)
Скульптура Тамада (копия статуи VII века до н. э., найденной во время раскопок в Западной Грузии)

## Галерея

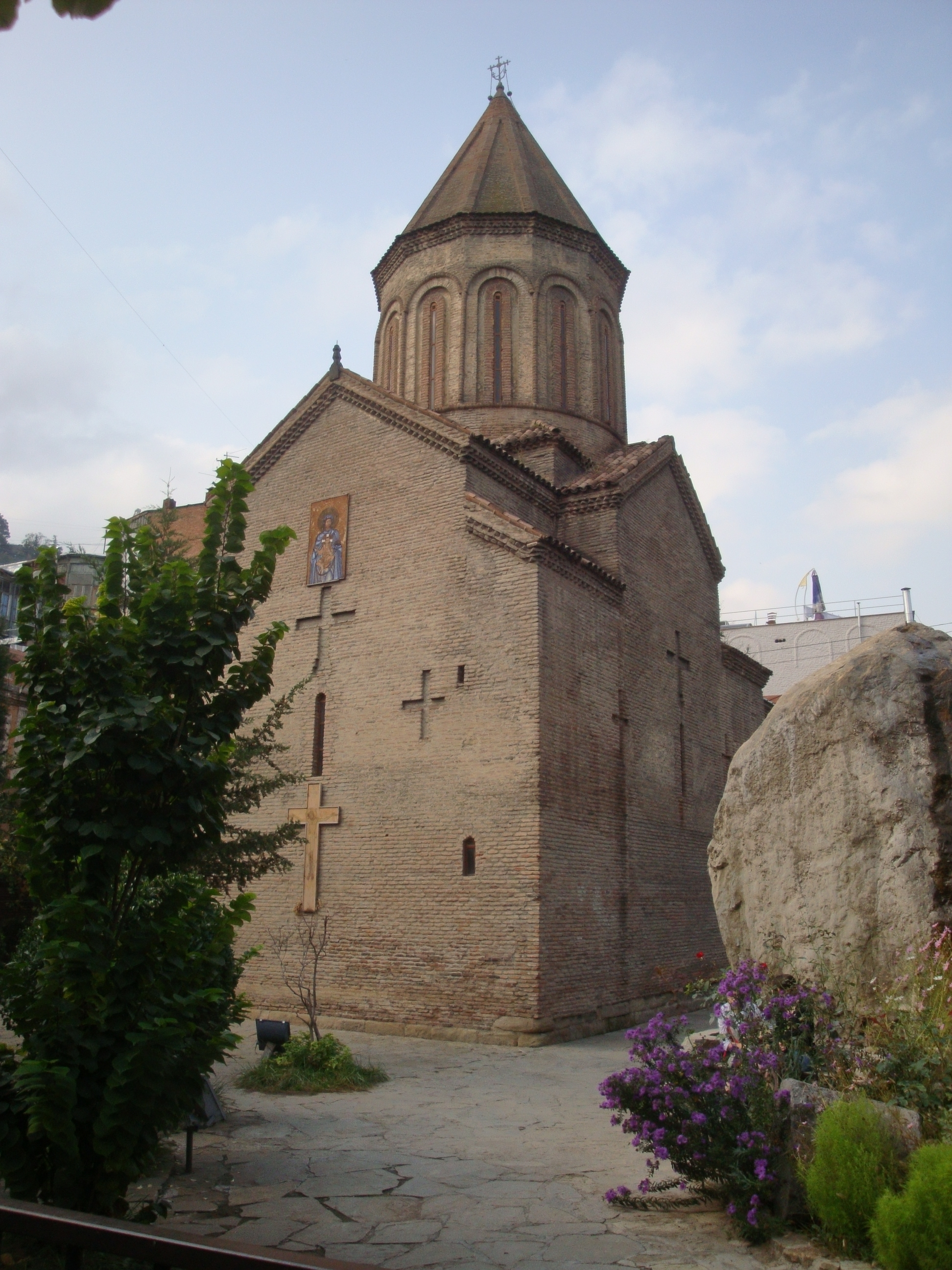
Джварис Мама
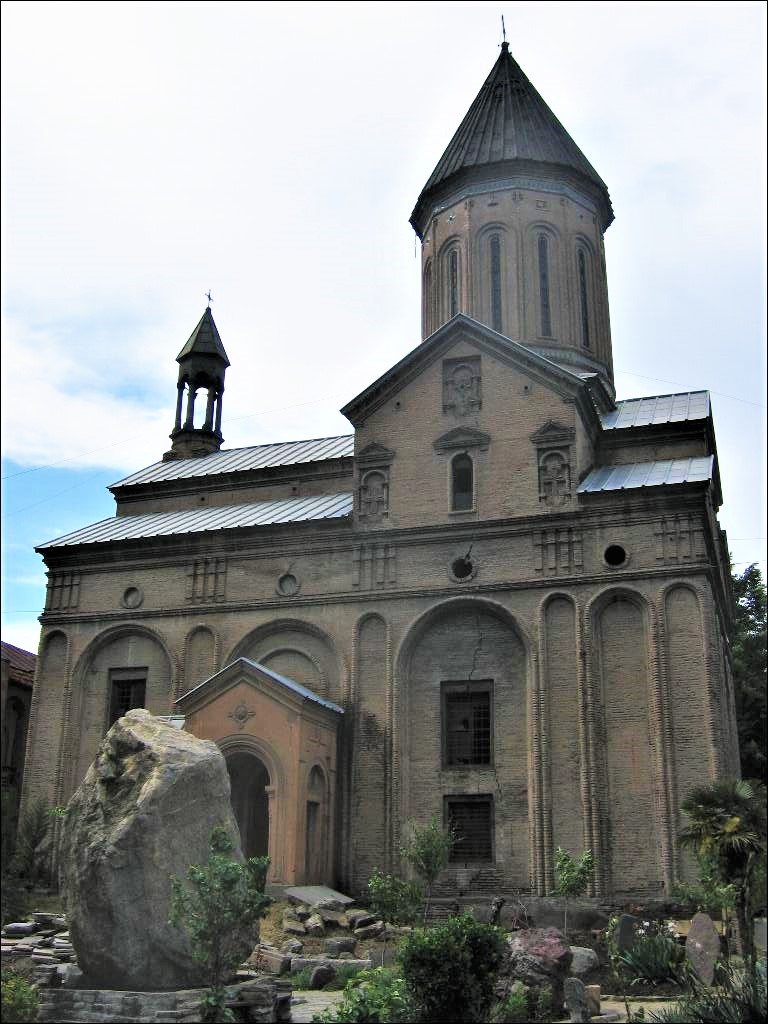
Церковь Норашен
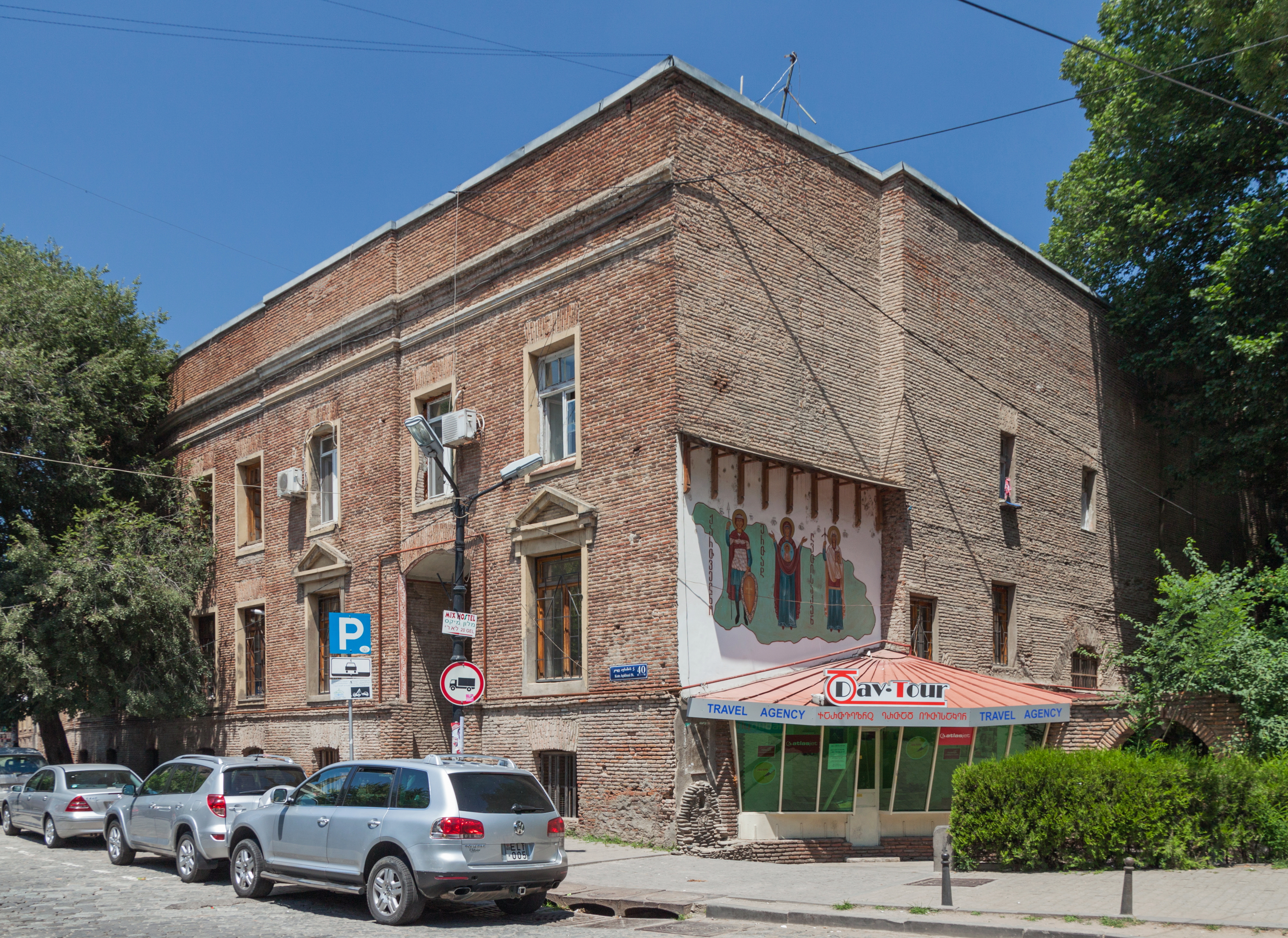
Караван-сарай царевны Текле